# Santa Cornelia
Santa Cornelia è la zona urbanistica 20I del Municipio Roma XV di Roma Capitale. Si estende sulle zone Z. LIV La Giustiniana, Z. LV Isola Farnese e Z. LVIII Prima Porta.
Prende il nome da un monastero dedicato alla santa, martire in Africa.
| Controllo di autorità | GND (DE) 4765094-1 |